# Conus dangdami
Espèce
Conus dangdami est une espèce de mollusques gastéropodes marins de la famille des Conidae.
Comme toutes les espèces du genre Conus, ces escargots sont prédateurs et venimeux. Ils sont capables de « piquer » les humains et doivent donc être manipulés avec précaution, voire pas du tout.

## Distribution
Cette espèce marine d'escargot conique est endémique au Viêt Nam.

## Taxonomie

### Publication originale
L'espèce Conus dangdami a été décrite pour la première fois en 2017 par le malacologiste vietnamien Nguyen Ngoc Thach (d),,.

## Identifiants taxonomiques
Chaque taxon catalogué par les bases de données biologiques et taxonomiques possède un identifiant qui permet d'établir un point de référence. Les identifiants de Conus dangdami dans les principales bases sont les suivants :
CoL : XX9K - GBIF : 9488354 - WoRMS : 1026647